# Пољопривреда старог Египта
Цивилизација старог Египта зависила је од реке Нил и њене поуздане сезонске поплаве. Предвиђање поплава реке и плодно тло омогућили су Египћанима да изграде империју на основу великог пољопривредног богатства. Египћани се сматрају једним од првих народа који су имали организовану велику пољопривредну производњу. То је било могуће због генијалности Египћана док су развијали систем наводњавања. Њихова пољопривредна пракса им је омогућила да гаје главне прехрамбене усеве, посебно житарице као што су пшеница и јечам, и индустријске биљке, као што су лан и папирус.

## Пољопривредни системи

### Нил и садња на терену
Цивилизација старог Египта развијена је у сушној клими северне Африке. Овај регион одликују арапске и либијске пустиње, и река Нил. Нил је једна од најдужих река на свету, која тече ка северу од Викторијиног језера до свог ушћа у Средоземно море. Нил настаје спајањем две главне притоке: Плавог Нила који извире у Етиопији, и Белог Нила који извире у Руанди. Бели Нил је дужи и лакши за прелазак, а Плави Нил заправо носи око две трећине запремине воде реке. Имена притока произилазе из боје воде коју носе. Притоке се спајају код Картум и гранају се поново у Египту формирајући делту Нила.
Годишњи циклус Нила био је изузетно важан у животима древних Египћана. Нил се 'тајанствено' али предвидиво подизао сваког лета и обогаћивао земљу, без кише и у најтоплије доба године. Добра поплава и Египту је било осигурано обиље, слабија поплава или прејака поплава значиле су да ће Египат патити. 
Тајна годишњег циклуса плављења - стварала је страхопоштовање и подстицала обожавање, те пажљиво документовање, да би се тачно предвидело кад ће Нил плавити. Исто тако развио се и систем одређивања парцела након повлачења вода. Све то је подстакло стварање првог научног инструмента Нилометра, астрономије, и рудиментарне геодезије. Забринутост старих Египћана, да би поплава могла изостати, била је сасвим оправдана.  Изостанак поплава и низак водостај Нила, сматра се разлогом пропасти старог краљевства пре око 4 200 година. Та је забринутост забележена у Библији, где Јосип правилно тумачи да се фараонови снови о 7 година обиља и 7 година сиромаштва односе на добре, па затим лоше поплаве Нила. 

### Системи за наводњавање
Да би најбоље искористили воде реке Нил, Египћани су развили системе наводњавања. Наводњавање је омогућило Египћанима да користе Нилове воде за разне намене. Наводњавањем су имали већу контролу над својим пољопривредним производњама. Поплавне воде су биле одвојене од одређених подручја, као што су градови и вртови, како их не би угрозили од поплава. Наводњавање је такође коришћено за обезбеђивање воде за пиће Египћанима. Упркос чињеници да је наводњавање од кључног значаја за њихов пољопривредни успех, није било прописа о контроли воде на државном нивоу. Напротив, наводњавање је било одговорност локалних пољопривредника. Међутим, најстарија и најпознатија референца за наводњавање у египатској археологији пронађена је на глави буздована краља Шкорпиона, која отприлике датира из периода око 3100. год. п. н. е. На глави буздована је приказан краљ како сече у јарку који је део мреже за наводњавање. Слике краља са наводњавањем указује на значај наводњавања и пољопривреде у старом Египту.

#### Наводњавање базенима
Египћани су развили и изградили веома успешан систем за наводњавање помоћу базена. Ова пракса им је омогућила да контролишу раст и пад нивоа реке како би најбоље одговорили њиховим пољопривредним потребама. Изграђена је унакрсна мрежа земљаних зидова у пољима усева које би поплавила река. Када би дошле поплаве, вода би била заробљена у базенима које су обликовали зидови. Ова мрежа задржавала је воду дуже него што би природно остала, омогућавајући земљи да постане потпуно засићена за касније садње. Када је земља била потпуно заливена, поплавна вода која је остала у базену једноставно би се одводила у други базен који је примао више воде.

### Хортикултура
Воћњаци и вртови су такође подизани поред поља за сетву. Ове хортикултуре се углавном одвијала даље од пловне равнице Нила, и због тога су захтевале много више посла. Вишегодишње наводњавање које су захтевали вртови натерале су произвођаче да ручно носе воду из бунара или Нила како би заливали своје баштенске усеве. Поред тога, док је Нил наносио муљ који је природно ђубрио долину, у баштама је требало земљиште ђубрити изметом голубова. Ови вртови и воћњаци се углавном коришћени за узгој поврћа, винове лозе и воћа.

## Усеви

### Биљке за исхрану
Египћани су садили различите усеве за конзумирање, као што су различите врсте житарица, поврћа и воћа. Међутим, њихова исхрана се заснивала на неколико врста житарица и јечма. Јечам је узгајан са намером да се касније у процесу ферментације добије пиво. Такође су се гајиле једнозрна пшеница и двозрна пшеница, које су се користиле за производњу хлеба. Од осталих економских биљака гајене су пасуљ, сочиво, а касније леблебија и боб. Од поврћа гејени су црни лук, бели лук и ротквица, заједно са салатним биљкама као што су зелена салата и першун.
Плодови су били уобичајени мотив египатског уметничког сликарства, указујући да је њихов раст био главни циљ њихових пољопривредних напора. За разлику од житарица и усева, воће је захтевало захтевније и сложеније пољопривредне технике. Иако је прво воће које су узгајали Египћани вероватно било аутохтоно, као што су палме, а постепено су увођене нове врсте у зависности од других културних утицаја. Грожђе и лубеница су били сађени током прединастичког периода. Рогач, маслина, јабука и нар су почели да се узгајају у Египту за време Новог краљевства. Касније, током грчко-римског периода, почеле су да се узгајају брескве и крушке.

### Индустријске биљке
Египћани су се више ослањали на пољопривреду него само на производњу хране. Били су креативни у коришћењу биљака, користећи их за медицину, као део својих верских пракси, и у производњи одеће. Биљке су коришћене у најразличитије сврхе, користили су се за кување, медицину, као и у козметици и у процесу балсамовања. Преко 2000 различитих врста цветних и ароматичних биљака је пронађено у египатским гробницама. Папирус је био изузетно свестрани усев који је био култивисан. Користили су њену младицу за јело, корење за израду корпи и кошара, а од стабала су се правили лаки чамци. Користио се и лист, и то као материјал за писање. По томе је ова биљка најпознатија. Лан је био још једна важна индустијска биљка коју су узгајали. Његова примарна употреба била је у производњи канапа, а ланено платно је било главни материјал за израду одеће. Кана (лат. Lawsonia inermis) је била коришћена у производњи боја.

## Религија и пољопривреда
У старом Египту религија је била веома важан аспект свакодневног живота. Многи религиозни прописи Египћана били су усредсређени на њихово схватање животне средине, Нила и пољопривреде. Користили су религију за објашњавање природних појава, као што су цикличне поплаве Нила и пољопривредни приноси.
Иако је Нил био директно одговоран за било добро или лошу срећу коју су Египћани доживели, нису обожавали сам Нил. Уместо тога, они су се захваљивали одређеним боговима за сваку срећу. Нису имали име за реку и једноставно су је назвали "реком". Реч "Нил" није египатског порекла. 

### Богови
Египћани су персонификовали поплаве као дело бога Хапија. Упркос чињеници да је поплава била пресудна за њихов опстанак, Хапи се није сматрао главним богом. Био је приказан као особа са већом телесном тежином која носи понуду воде и хране. Храм никад није био изграђен у његову част, али су га славили почетком поплава и приносили су му жртве.
Бог Озирис је такође био блиско повезан са Нилом и плодношћу земље. За време поплавних фестивала фигуре Озириса од блата су постављане у засадима јечма.